# イラリア・グラツィアーノ
イラリア・グラツィアーノ（Ilaria Graziano）は、イタリアの女性歌手である。イタリアのナポリ生まれ。ILAとしても知られている。『攻殻機動隊 STAND ALONE COMPLEX』シリーズのオリジナルサウンドトラック（作曲菅野よう子）で名声を得た。

## 経歴
幼少時代にヴァイオリンの演奏と歌を始めた。1997年、イタリアの女性ポップグループSalsarubaに参加。それ以来、イタリアの様々なアーチストのプロジェクトに参加している。アルバム『FLUX』の「DJ Miele」（2002年）などがある。菅野よう子とは2000年の『Napple Tale』から仕事をしている。
絵画学校で学んだ後、イタリアを離れ、ロンドンに旅立つ機会を得た。
2003年、『攻殻機動隊 STAND ALONE COMPLEX O.S.T.』の「Where Does This Ocean Go」、「Velveteen」、「モノクローム」のボーカル。数ヵ月後、菅野よう子と『WOLF'S RAIN O.S.T』の「Valse de la Lune」の作詞とボーカルを担当。『攻殻機動隊 STAND ALONE COMPLEX O.S.T. 2』の「I Can't Be Cool」「I Do」にも現れた。
同年、ライブバンドRainbow 4etに参加。メンバーはフランチェスコ・フォーニ（Francesco Forni、ギター）、セルジオ・クアリャレッラ（Sergio Quagliarella、ドラム）、フルヴィオ・ディ・ノセラ（Fulvio di Nocera、アップライト・ベース）。
2005年、『カウボーイビバップ』のサウンドトラック『Tank! THE! BEST!』。『攻殻機動隊 Stand Alone Complex O.S.T. 3』の「Christmas in the Silent Forest」「Dew」。その後、在住するロンドンでソロ・プロジェクトに取り組んだ。
2006年、『攻殻機動隊 STAND ALONE COMPLEX Solid State Society O.S.T』。
2007年2月、短編ライブビデオ がリリースされた。ナポリでの最新の演奏の１つから、イラリアとフランチェスコ・フォーニのインタビューが収録されている。

## ディスコグラフィー

### アルバム
- Cyber Bicci（2011年）

### サウンドトラック、コンピレーション
- Napple Tale 妖精図鑑（2000年）
- Napple Tale 怪獣図鑑（2000年）
- FLUX（「DJ Miele」収録） (2002年)
- WOLF'S RAIN O.S.T（2003年）
- 攻殻機動隊 STAND ALONE COMPLEX O.S.T.（2003年）
- 攻殻機動隊 STAND ALONE COMPLEX O.S.T 2（2004年）
- 攻殻機動隊 STAND ALONE COMPLEX O.S.T +（2004年）
- WOLF'S RAIN O.S.T 2（2004年）
- COWBOY BEBOP TANK!THE!BEST!（2004年）
- 攻殻機動隊 STAND ALONE COMPLEX O.S.T 3（2005年）
- 攻殻機動隊 STAND ALONE COMPLEX Solid State Society O.S.T（2006年）
- Ragnarok Online II Original Sound Track（2007年）